# IBO
Міжнаро́дна боксе́рська орга́нізація (IBO англ. International Boxing Organization) — комерційна організація яка займається організацією боїв у бокс, надає звання чемпіона світу і веде рейтинги боксерів.
Постала 1992 р. в Іллінойс, пізніше її перенесено на Флориду. Голова організації — Ед Левін.
IBO це єдина організація, яка видалила суб'єктивні елементи оцінки і використовує комп'ютерний підрахунок рейтингів.

## Актуальні чемпіони світу версії IBO
(станом на 1.1.2023)
| Актуальні чемпіони IBO — стан з 09.07.2010  |                              |                   |                 |                     |
| категорія                                   | Ваговий ліміт                | Чемпіон світу     | Держава         | Дата здобуття пояса |
| Важка вага (heavyweight)                    | понад 200 фунтів (90.719 кг) | Олександр Усик    | Україна         | 26 вересня 2021     |
| Перша важка вага (cruiserweight)            | до 200 фунтів (90.719 кг)    | вакансія          |                 |                     |
| Напівважка вага (Light heavyweight)         | до 175 фунтів (79,379 кг)    | Padraig McCrory   | Ірландія        | 22 жовтня 2022      |
| Друга середня вага (Super middleweight)     | до 168 фунтів (76,204 кг)    | Osleys Iglesias   | Куба            | 9 грудня 2022       |
| Середня вага (Middleweight)                 | до 160 фунтів (72,575 кг)    | Геннадій Головкін | Казахстан       | 5 жовтня 2019       |
| Перша середня вага (Junior middleweight)    | до 154 фунтів (69,853 кг)    | Dennis Hogan      | Ірландія        | 8 жовтня 2022       |
| Напівсередня вага (Welterweight)            | до 147 фунтів (66,678 кг)    | вакансія          |                 |                     |
| Перша середня вага (Light-Welterweight)     | до 154 фунтів (69,853 кг)    | Alejandro Meneses | Мексика         | 22 квітня 2022      |
| Легка вага (Lightweight)                    | до 135 фунтів (61,2 кг)      | Maxi Hughes       | Велика Британія | 4 вересня 2021      |
| Друга напівлегка вага (Super featherweight) | до 130 фунтів (58,967 кг)    | Anthony Cacace    | Ірландія        | 24 вересня 2022     |
| Напівлегка вага (Featherweight)             | до 126 фунтів (57,153 кг)    | James Dickens     | Велика Британія | 15 жовтня 2022      |
| Друга легша вага (Super bantamweight)       | до 122 фунтів (55,338 кг)    | вакансія          |                 |                     |
| Легша вага (Bantamweight)                   | до 118 фунтів (53,524 кг)    | вакансія          |                 |                     |
| Друга найлегша вага (Super flyweight)       | до 115 фунтів (52,2 кг)      | Georges Ory       | Франція         | 30 червня 2022      |
| Найлегша вага (Flyweight)                   | до 112 фунтів (50,802 кг)    | Dave Apolinario   | Філіппіни       | 29 липня 2022       |
| Перша найлегша вага (Light flyweight)       | до 108 фунтів (49,0 кг)      | вакансія          |                 |                     |
| Мінімальна вага (Strawweight)               | до 105 фунтів (47,6 кг)      | Ayanda Ndulani    | ПАР             | 21 травня 2021      |